# Crunchy Black
Crunchy Black (nacido Darnell Carlton) es un rapero estadounidense miembro del grupo de rap de Memphis Three 6 Mafia.
Es conocido por su suave manera de bailar y su voz profunda. Alguno de sus éxitos son "Where da Cheese At" y "Pass Me". Su debut en solitario será pronto, con "From Me to You 1 The Hard Way".